# HTC One S
L'HTC One S (nome in codice Ville) è uno smartphone prodotto dall'azienda produttrice taiwanese HTC. Fa parte della famiglia HTC One e monta il sistema operativo Android con l'interfaccia HTC Sense. È stato presentato da HTC il 26 febbraio 2012, e commercializzato il 2 aprile 2012. Negli Stati Uniti, l'HTC One S viene venduto con l'operatore T-Mobile.

## Specifiche tecniche

### Design
L'HTC One S misura 130.9 x 65 x 7.8 mm di spessore per una massa di 119g. Il dispositivo viene venduto in due colorazioni,
Metallic Grey e Ceramic Black. A quest'ultima, viene applicato un processo di produzione chiamato "Ossidazione a micro archi" che rende il corpo del telefono più resistente ai graffi.

### Hardware
Il SoC Dual-Core da 1,5 GHz Snapdragon S4 MSM8260A prodotto da Qualcomm rende l'HTC One S un telefono molto veloce, stabile e performante anche grazie all'ottimizzazione fatta da HTC. Il chip grafico è un Adreno 225. La sua memoria è da 16 GB di cui circa 10 GB per l'utente, 2 GB per le applicazioni e 4 GB per il sistema Android. Non vi è la presenza di uno slot microSD. La fotocamera è una 8 Megapixel con Flash e Autofocus. Il display è un Super AMOLED da 4.3 pollici in diagonale, con una risoluzione di qHD di 960x540 pixel con matrice PenTile RGBG protetto dal vetro Gorilla Glass. Wi-Fi 802.11 b/g/n mono-band, Radio FM, Bluetooth 4.0 e 1 GB di RAM.
In alcuni paesi europei, l'HTC One S viene venduto con il SoC Snapdragon S3 MSM8260 da 1,7 GHz. Questo a causa delle poche scorte e della lenta produzione dei SoC S4.
La batteria è da 1650mAh non estraibile, grazie alla quale si riesce a coprire un giorno e mezzo di utilizzo. Con un utilizzo intenso del telefono si arriva tranquillamente alla sera del giorno stesso.

### Software
L'HTC One S montava originariamente la versione 4.0.3 di Android. Il 23 agosto 2012 è stato pubblicato (in Italia) l'aggiornamento che portava il One S alla versione 4.0.4 di Android e 4.1 di HTC Sense. Per quanto riguarda l'aggiornamento alla versione successiva, Jelly Bean 4.1.1 con HTC Sense 4+, HTC aveva inizialmente previsto la distribuzione entro il mese di ottobre, ma è stato commercializzato solo il 24 dicembre 2012.
Il 2 luglio 2013, a distanza di un anno dalla commercializzazione, la compagnia ha dichiarato che il One S non avrebbe ricevuto ulteriori aggiornamenti al software, tra cui il tanto atteso Android 4.2.2 con HTC Sense 5. Questa scelta non è stata accolta dai consumatori che hanno avviato una petizione online per far sì che HTC cambiasse idea e che rivalutasse nuovamente il One S per l'aggiornamento.
Il 18 luglio 2013, dopo numerose proteste e dopo che la petizione aveva raggiunto circa 2500 sottoscrizioni, sembrava che l'azienda taiwanese avesse fatto marcia indietro. Dopo aver accusato Qualcomm, colpevole di aver abbandonato alla deriva il suo SoC Snapdragon S3, HTC sembrava decisa nel voler aggiornare all'ultima versione di Android quantomeno i modelli con a bordo lo Snapdragon S4, dato anche il fatto che sviluppatori indipendenti su diversi forum Android avevano già messo a disposizione degli utenti ROM alternative basate su Sense 5 e Android 4.2.2
Nel Settembre 2013, HTC conferma che l'HTC One S non avrebbe ricevuto aggiornamenti successivi alla 4.1.1 e HTC Sense 4+